# KEBハナ銀行
ハナ銀行 (朝: 하나은행; 英: Hana Bank) は、大韓民国（韓国）の大手銀行のひとつである。
|        | ハナ銀行 (1959~2015年) | ハナ銀行 (1971~2002年) | ハナ銀行     |
| ------ | ---------------------- | ---------------------- | ------------ |
| 1959年 | ソウル銀行             |                        |              |
| 1969年 | ソウル銀行             | 韓國外換銀行           |              |
| 1971年 | ソウル銀行             | 韓國外換銀行           | 韓國投資銀行 |
| 1976年 | ソウル信託銀行         | 韓國外換銀行           | 韓國投資銀行 |
| 1991年 | ソウル信託銀行         | 韓國外換銀行           | ハナ銀行     |
| 1995年 | ソウル銀行             | 韓國外換銀行           | ハナ銀行     |
| 2002年 | ハナ銀行               | 韓國外換銀行           | ← 合併       |
| 2015年 | 合併 →                 | 合併 →                 | KEBハナ銀行  |
| 2020年 | ハナ銀行               | ハナ銀行               | ハナ銀行     |

## 概要

### 旧ハナ銀行のとの合併
韓国外換銀行は、かつて存在した韓国ソウル市中区に本店をもつ銀行であった。通貨金融機関（特殊銀行）であったが、1989年に市中銀行（普通銀行）に転換した。韓国内では一般に外換銀行もしくはKEBと呼称されていた。日本においても銀行業務を認可されており、日本国内に2支店2出張所を展開していた。
ここでは、旧ハナ銀行を吸収したあとの現ハナ銀行（旧KEBハナ銀行）についても説明する。
2015年9月1日にハナ銀行と合併し「KEBハナ銀行」となり韓国で資産規模が最も大きい銀行となった。合併後の存続法人は韓国外換銀行となるが、定款上の法人名は「株式会社ハナ銀行」とし、商号を「KEBハナ銀行」とする(逆さ合併)。
合併後の新会社のロゴはハナ銀行のものをそのまま使用。
合併後の在日支店では、全銀システム上のカナ表記は「ハナ」となっている。

### 沿革
- 1967年1月30日、韓国の貿易政策の一環として成立した韓国外換銀行法に基づき、通貨金融機関（特殊銀行）として設立。韓国銀行の国際金融部門を母体とする。日本においては、東京都千代田区に東京支店を開設。
- 1975年1月、証券業務を認可され、銀証併営を開始。
- 1978年4月、連結子会社「KEB外換カード」(Korea Exchange Bank Credit Service Co.,Ltd) を設立。韓国の金融機関としては初めて信販業務（VISAカード提携）の取扱いを開始。
- 1981年3月、本店ビルを現所在地に新築し移転。
- 1983年3月、VISA提携のトラベラーズチェックの発券を開始。
- 1989年、韓国外換銀行法廃止。
- 1990年、同法廃止にともない民営化され市中銀行（普通銀行）に転換。社名は、普銀転換後も旧来認知度が高かった「韓国外換銀行」を継続して使用。
- 1994年4月、韓国証券取引所コスダックに上場（KRX：004940）。
- 2003年10月、アジア通貨危機の影響から国際取引が多い同行の経営が逼窮、米私募ファンドローンスターキャピタルが救済出資介入。
- 2004年2月、リストラ策の一環としてKEB外換カードを吸収合併、信販事業を同行本体に受入れ。
- 2006年5月、韓国最大手市中銀行国民銀行が、ローンスターの同行保有株式全株の買収合意を発表。
- 2006年11月、ローンスターが国民銀行への保有全株売却の白紙撤回を発表。
- 2007年9月、欧州最大手行HSBCホールディングスがローンスター保有の同行発行済株式51%全株の取得合意を発表。
- 2008年7月、新CIを導入改訂。
- 2008年9月、HSBCホールディングスが、同行株式の買収の白紙撤回を発表。
- 2009年5月、韓国政府系金融機関韓国産業銀行（KDB）が、ローンスター保有の同行株式を買収する可能性を示唆。
- 2010年11月、ハナ金融グループが、ローンスター保有の同行株式を買収することを発表。
- 2012年1月、ハナ金融グループへ売却、同グループ入り。
- 2014年9月、外換カードを再分離。のちハナ金融グループのハナSKカードと合併。社名をハナカードに変更。
- 2015年9月、韓国外換銀行を存続行としてハナ銀行と合併し「KEB ハナ銀行」にブランドを変更。
- 2020年2月、KEBハナ銀行から、ハナ銀行に変更。

### 業容
韓国の金融委員会ないし金融監督院による現在の分類では「市中銀行」（日本で言う「普通銀行」に相当）とされており、銀行コードは05を付与されている。韓国外換銀行法に基づく国営の通貨金融機関（日本で言う「特殊銀行」）として設立されたが、同法の廃止とともに市中銀行に転換、民営化され株式上場された経緯を持つ。
日本で言えば、横浜正金銀行→（解散再編）→旧東京銀行→（独占経営基盤の環境変化）→三菱UFJ銀行の経緯・形態に良く似た銀行である
本店は、ソウル市中区乙支路64 所在（いまだに旧住居表示を使う人も多いため、旧表記の「乙支路2街181番地」を併記している）。店舗数は354店（2009年2月現在）。
預金高は、韓国国内で第6位を誇る。
韓国内で放送されるテレビCMや広告には、イメージキャラクターとしてチ・ジニや孫興ミンを起用している。

#### 国際業務
おもに外国為替を取扱う銀行としては韓国国内最大の銀行であり、世界120カ国以上の通貨に対応している。国際金融・外為業務に強く、韓国の輸出入に係る資金移動の50%近くを担っている。韓国内のニュースでは、外国為替関係の報道がなされる場合、外換銀行本店のディーリングルームの映像がよく使用される。
KEDOのメインバンクとして朝鮮民主主義人民共和国（北朝鮮）に出張所を置いているほか、2004年にはイラクのザイトゥーン部隊にも出張所を設置した。企業向け金融にも強かったが、アジア通貨危機の影響を受け、ドイツのコメルツ銀行の救済出資を受けている。

#### 経営
2003年、アジア通貨危機により国際取引占率が高い同行は甚大な影響をこうむり、経営が逼迫し破綻寸前とまで目された。これに対し、米国系私募ファンド（プライベート・エクイティ）ローンスターキャピタルが救済出資介入を行い、同行ならびに連結子会社KEB外換カードの発行済株式の50.53%を当時レートで約1兆4千億円の格安価格で買収した（ローンスターは、国際的に出資を行っているファンドで、日本においても東京スター銀行（旧：東京相和銀行）や目黒雅叙園などに多数出資している）。
2004年、チェース・マンハッタン銀行アジア太平洋部門を統括しコロンビア大学でも教鞭を取っていたロバート・ファロンが会長に就任し、2007年までの4ヵ年で10億ドルの利益を出すことを目標とする事業再生計画を推進した。
その後、積極的なリストラが進められたが、地元韓国の商習慣や文化に配慮しつつ、経営資源の統合・再配分を行い財務内容を整理して、同行の黒字転換に成功した。
2006年5月、経営改善が一段落したと見たローンスターキャピタルは、投資利益を確定させるため、韓国最大手行である国民銀行に対して所有する同行の全株式を売却することで同意したと発表、同行は国民銀行グループ傘下に入る予定となった。しかし、ローンスターによる韓国外換銀行および連結子会社であった旧KEB外換カードの株価不正操作疑惑が持ち上がり、同行を不当な低価格で買収した容疑・脱税容疑・外貨密輸入容疑で検察庁が捜査介入、株価操作による不当買収容疑について起訴された（所謂OINK最大の事象であるローンスター事件。1審有罪、2審無罪、現在最高法院で係争中）。起訴に伴い、2006年11月、国民銀行への全株売却は白紙撤回された。
2007年9月、欧州銀行最大手である英HSBCホールディングスが、ローンスターから所有する韓国外換銀行の発行済株式51%を63億ドルで取得することで条件付きの合意をしたと発表した。付帯条件の内容は、ローンスターによる旧KEB外換カード株・韓国外換銀行株の株価不正操作疑惑などの裁判の解決、ならびに韓国行政当局によるHSBCの同行全株式取得についての同意であった。これにより、ローンスターは同行から完全に撤退して、同行はHSBCグループ傘下に入る予定となり、2002年にソウル銀行、2004年に韓美銀行、1998年および2005年に韓国第一銀行の買収を手がけながら不調に終わっていたHSBCは、香港と並ぶ将来のアジア拠点のひとつと目していた念願の韓国大手銀行のHSBCグループ導入をかなえるかと思われた。
しかし、2008年9月、HSBCホールディングスは、取得先交渉先のローンスターと取引額の見直しで合意に至らなかったことを理由に、ローンスターが保有する韓国外換銀行の株式買収を取りやめる方針を発表した。
2009年5月、韓国の政府系金融機関韓国産業銀行（KDB）が、ローンスター保有の韓国外換銀行株を買収する可能性を示唆したが、ローンスターからの売却先は二転三転した状況が続いており、同行はなかなか安定基盤に軟着陸できない状況を続けている。
現行、ローンスター子会社であるLSF-KEBホルディングスSCAが51.02%出資している。
2010年11月、ハナ金融グループが、ローンスター保有の同行株式を買収することを発表。2012年1月、ハナ金融グループへ売却され、同グループ入りをした。
2015年、合併に反対していた労組側と経営側が合併に関して基本合意し、9月に韓国外換銀行を存続行としてハナ銀行と合併し「KEB ハナ銀行」が誕生。これにより、総資産で現在トップの国民銀行を上回り、国内最大の銀行が誕生することになる。

## 日本国内
日本国内業務を認可した金融庁の分類では「外国銀行」とされ、統一金融機関コードは0423を付与されている。合併後のハナ銀行でも、KOEXの0423を継承して使用。在日支店のモットーは、『韓国と日本の架け橋』ならびに『お客様との出会いを大切に』。

### 店舗
国際業務展開に際して、東京をニューヨーク、ロンドンに並ぶ重要市場と捉え、同行設立と同時に東京支店が開設された。その後、主に貿易関係のBtoBビジネスのみならず、リテール展開をも目して、日本国内で在日韓国人ならびに韓国系日本人の居住数が最も多い大阪市に大阪支店を、次いで多い東京都新宿区に新宿出張所（旧：新宿相談所）を展開している。2013年11月には、韓国釜山との定期航路を擁する九州福岡地区に、福岡出張所を開設した（その後、支店に昇格）。
現在は、旧KEB側の店舗を日本国内に計3営業拠点を展開している(旧ハナの店舗は、合併時に、近隣のKEB側の店舗で業務を一部継承したために廃店となった。
- 東京支店 （店番：1101、旧KOEX勘定の全銀システム上は001。旧ハナ勘定は合併後は全銀接続されていない） - 東京都千代田区丸の内3-4-1 （新国際ビル1階）営業時間：9:00 - 15:00
  - SWIFTコードは、旧KOEXおよび合併後の勘定は、KOEXJPJTを使用。旧ハナ銀行の勘定は、旧来通り。
- 大阪支店 （店番：不明、全銀システム上は002） - 大阪市中央区今橋4-1-1 （淀屋橋三井ビル4階）営業時間：9:00 - 15:00
  - SWIFTコードは、KOEXJPJTOSAを使用。
- 福岡支店 - 福岡県福岡市中央区天神1-1-1　（アクロス福岡イーストオフィス11階）営業時間：9:00 - 15:00
  - 店番は、以前は全銀システム上は004であったが、勘定が大阪支店に統合されたため、現在は大阪支店の002で口座開設される。SWIFTコードも、現在は大阪支店のKOEXJPJTOSAを使用。支店昇格後、独自のSWIFTコードKOEXJPJTFUKが割り振られている。

新宿出張所は旧名「新宿相談所」の名で、かつて韓国系の広域信組あすか信用組合の本店2階に空中店舗として所在し、韓国向け送金業務を取次していたが、2008年6月に現所在地に移転。東京支店の災害時代替店舗として指定されていた。2016年5月31日をもって、新宿出張所は閉鎖した。
- 東京支店新宿出張所 - 東京都新宿区百人町1-1-2 （職安通り「ドン・キホーテ」・朝鮮料理店「大使館」 西並び）営業時間：9:00 - 15:00
  - かつての全銀システム上の支店コードは003を使用していた。

2008年度の在日支店の業績は、資金運用環境の悪化から、何とか経常利益は63億9300万円を確保したものの、経常費用がこれを上回って20億2300万円の経常損失を出し、前期からの繰越利益剰余金ではこれを賄いきれず、本店から12億3000万円の損失補填を受ける苦しい決算となった。

### 口座・通帳・キャッシュカード
開設口座には、支店番号4桁と口座番号6桁が付与される。
取扱や手数料の一部には、東京支店口座・大阪支店口座で異なる部分が散見される。
在日支店の口座のキャッシュカードは三井住友銀行ならびにイオン銀行およびセブン銀行とATM提携をしている。

### 外国為替・国外利用
日本円と韓国ウォンの為替レートは、東京支店・大阪支店が独自に設定しているため、支店によって異なる。また、日本の全国紙が掲載する為替レートは「三菱UFJ銀行レート」を記載することが多いが、同行では「ソウルレート」（韓国3大紙はこれを記載する）を用いているため、日本紙の報道と同行の為替レートは異なる。なお、同行国内支店のレートは、韓国内支店で用いるレートとは異なっている（韓国内よりレートは悪い）ものの、韓国ウォンを取り扱う民間両替所や一部銀行に比べ、顧客に有利なレートで両替できる。
日本円・韓国ウォン間の両替は、紙幣のみで原則500万ウォン相当まで受付ける。以前は外貨宅配サービスを行っていたが、韓国通貨危機による為替変動の激化にともない2008年10月よりサービス提供を中止した。

### ダイレクトバンキング
顧客のPCを利用したインターネットバンキングサービスのみ提供している。オペレータ対応によるテレホンバンキングや、携帯電話によるモバイルウェブバンキングサービスは行っていない。
インターネットバンキングのためのサーバは日本に置かず、韓国の本店サーバを使用して運営している。複数台のPCでサービスを利用するには、認証キーを該当PCのHDD、あるいはPCがローカルにアクセスできるストレージ機器にペーストすることによってログインが可能となる。